# Blumea (журнал)
Blumea (Journal of Plant Taxonomy and Plant Geography) — рецензируемый ботанический журнал, публикуемый Национальным гербарием Нидерландов.
За исключением короткого периода во время Второй мировой войны, Blumea постоянно публикуется с 1934 года. Журнал посвящён классификации, морфологии, анатомии, биогеографии и экологии сперматофитов и криптогам родом из Юго-Восточной Азии, Африки к югу от Сахары (исключая Южную Африку) и Южной Америки. Blumea выходит три раза в год, каждый номер насчитывает около шестисот страниц.